# Żarek rubinowy

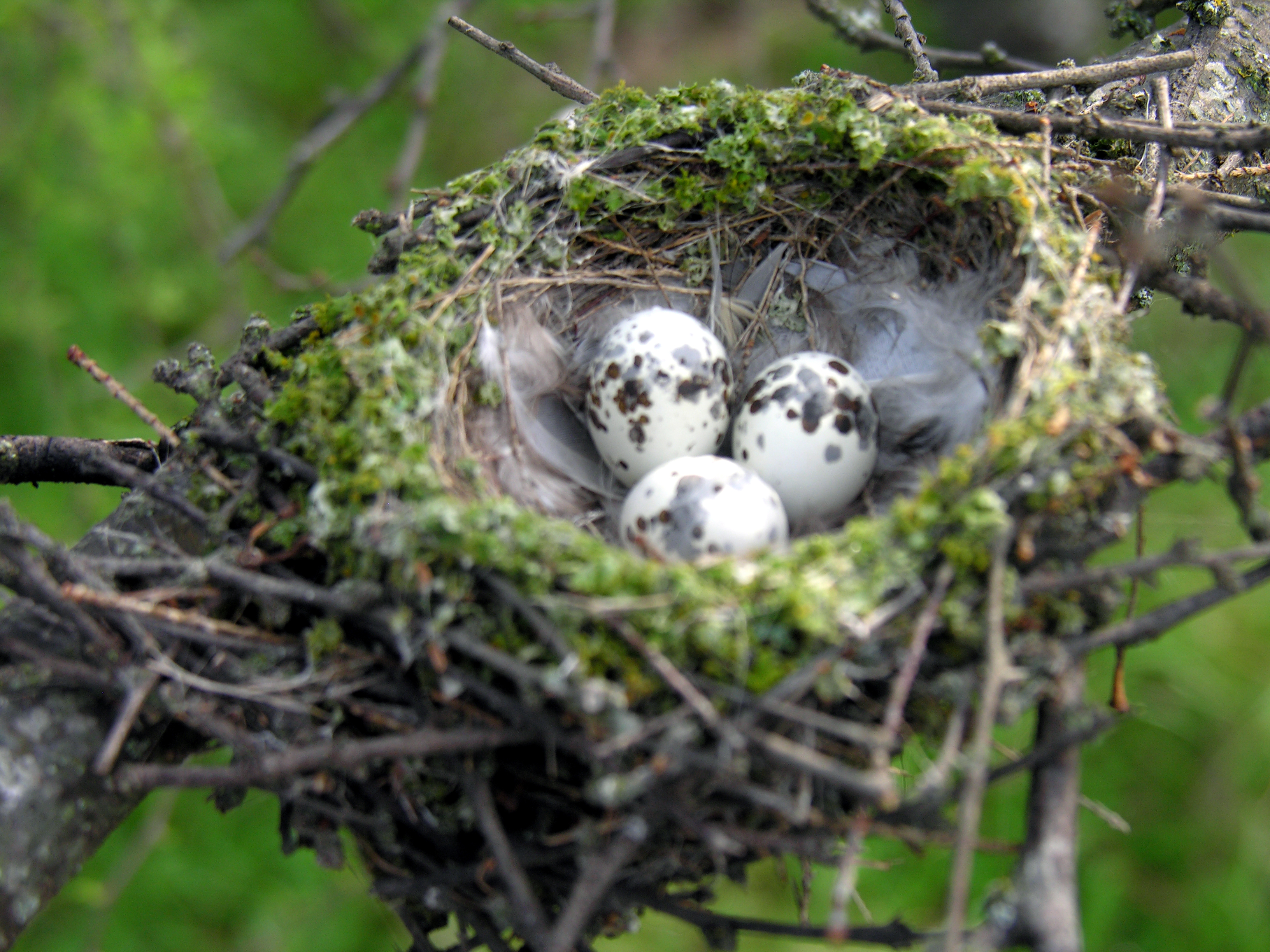
Gniazdo z jajami

Żarek rubinowy, żarek (Pyrocephalus rubinus) – gatunek małego ptaka z rodziny tyrankowatych (Tyrannidae). Występuje na znacznych obszarach obydwu Ameryk. Nie jest zagrożony wyginięciem.

## Taksonomia
Po raz pierwszy gatunek opisał Pieter Boddaert w 1783 na podstawie holotypu z Tefé (Amazonas, Brazylia). Nowemu gatunkowi nadał nazwę Muscicapa rubinus. Obecnie (2021) Międzynarodowy Komitet Ornitologiczny (IOC) umieszcza żarka w rodzaju Pyrocephalus, który został opisany przez Johna Goulda w 1839.
Klasyfikacja podgatunków jest sporna. Autorzy książkowego wydania Handbook of the Birds of the World (HBW) uznali rodzaj Pyrocephalus za monotypowy i do P. rubinus zaliczyli 12 podgatunków. IOC wyróżnia 4 gatunki w obrębie rodzaju Pyrocephalus – żarka rubinowego (P. (r.) rubinus), żarka zmiennego (P. (r.) obscurus) z 9 podgatunkami, żarka galapagoskiego (P. (r.) nanus) i wymarłego żarka małego (P. (r.) dubius). Na liście ptaków świata opracowywanej przy współpracy BirdLife International z autorami HBW (5. wersja online: grudzień 2020) wyróżniono 10 podgatunków, uznając żarki: galapagoskiego i małego za dwa odrębne gatunki. Są endemiczne dla wysp Galapagos; Carmi i współpracownicy (2016) także wyłączają te podgatunki z gatunku P. rubinus, uznając je za co najmniej jeden, a najprawdopodobniej dwa odrębne od P. rubinus gatunki. Są mniejsze niż te z kontynentu, występuje też większa różnica w wyglądzie samic. Autorzy Kompletnej listy ptaków świata łączą żarki: galapagoskiego i małego w jeden gatunek. Opisany został również podgatunek P. r. major, jednak jego odrębność nie jest pewna.

## Podgatunki i zasięg występowania
Podgatunki według listy ptaków świata opracowywanej przy współpracy BirdLife International z autorami HBW:
- P. r. flammeus van Rossem, 1934 – południowo-zachodnie Stany Zjednoczone (południowo-wschodnia Kalifornia i południowa Nevada na wschód po zachodni Teksas, sporadycznie dalej na północ) na południe po północno-zachodni Meksyk (Kalifornia Dolna i Nayarit); ptaki z północnej części zasięgu zimują na południu zasięgu oraz dalej na południe po Amerykę Centralną[10]
- P. r. mexicanus Sclater, PL, 1859 – południowe USA (południowy Teksas) na południe po centralny i południowy Meksyk (północny stan Veracruz, Puebla, Oaxaca)[10]
- P. r. blatteus Bangs, 1911 – południowo-wschodni Meksyk (południowy stan Veracruz po Jukatan i Chiapas), Belize i północna Gwatemala[10]
- P. r. pinicola T. R. Howell, 1965 – wschodni Honduras (La Mosquitia) i południowo-wschodnia Nikaragua[10]
- P. r. saturatus Berlepsch & Hartert, 1902 – północno-wschodnia Kolumbia (Magdalena i La Guajira po Norte de Santander oraz obszar od Arauca po północno-wschodni departament Meta), zachodnia i północna Wenezuela (na południe po Apure i północny stan Bolívar), południowo-zachodnia Gujana i północna Brazylia (Roraima)[10]
- P. r. piurae Zimmer, JT, 1941 – zachodnia Kolumbia (doliny rzek Dagua, Patía, Cauca i Magdalena) na południe po zachodni Ekwador i północno-zachodnie Peru (Region Ancash)[10]
- P. r. ardens Zimmer, JT, 1941 – północne Peru (skrajnie wschodni Region Piura, Region Cajamarca, Region Amazonas)[10]
- P. (r.) obscurus Gould, 1839 – żarek zmienny[4] – zachodnie Peru (Region Lima)[10]
- P. r. cocachacrae Zimmer, JT, 1941 – południowo-zachodnie Peru (Region Ica) po skrajnie północne Chile (Tarapacá)[10]
- P. r. rubinus (Boddaert, 1783) – żarek rubinowy[4] – wschodnia Boliwia, Paragwaj i południowa Brazylia na południe po Argentynę (południową granicę stanowi Rio Negro) i Urugwaj; żarki rubinowe zimują głównie na wschód od Andów na północ po wschodni Ekwador i południowo-wschodnią Kolumbię oraz dalej na wschód przez Amazonię po południową Brazylię[10]

## Morfologia
Jest nieco mniejszy od wróbla domowego. Występuje bardzo wyraźny dymorfizm płciowy w kolorze upierzenia. Samiec ma cały wierzch głowy, gardło, pierś, brzuch i pokrywy podogonowe intensywnie czerwone („żarowe”). Skrzydła, ogon i kark są ciemnoszare, a przez oczy biegnie opaska w takim samym kolorze. Nogi, dziób i oczy intensywnie czarne. Samica ma wierzch ciała i skrzydła ubarwione jak u samca, jednakże brak jej „czapeczki” na głowie. Ma jasny brzuch, brązowo paskowany, a pokrywy podogonowe mają barwę jasnoczerwoną.

### Wymiary
- długość ciała: 13,5 cm,
- skrzydło: 7,5–8 cm,
- rozpiętość skrzydeł: 35,5–39,5 cm,
- masa ciała: 11–14 g.

## Ekologia i zachowanie
Mało czasu spędza na ziemi. Tak jak inne tyrankowate, w pogoni za owadami robi nagłe „wypady” z eksponowanych miejsc. Brakuje informacji na temat snu i kąpieli słonecznych. Zarówno samiec, jak i samica często czyszczą pióra w ciągu dnia; zaobserwowano także, że czyszczą je dziobem po pożywianiu się.

### Pożywienie
Zjadają głównie owady i inne stawonogi, zbierane z ziemi, a także szarańczę, pszczoły miodne, chrząszcze. 94% żerowania odbywa się do 3 metrów na ziemią.

### Lęgi
Gniazdo jest luźną konstrukcją, zbudowaną z gałązek, traw, włókien i pustych kokonów, pokrytych puchem piór i włosia. Ma kształt płytkiego kielicha, umieszczone jest w rozwidleniu gałęzi. Samica uzupełnia je pajęczynami i porostami. Podczas pokazów godowych samiec stroszy czub, nadymając pierś i trzepocząc skrzydłami, po czym wzbija się na ok. 20 m w górę, a następnie opada.
Wyprowadza lęgi od połowy lutego do czerwca, dwa w ciągu tego sezonu. Samica składa 2–4 jaja w kolorze białym, z czystego do śmietanowego, lub brązowe, ciemno nakrapiane. Okres inkubacji trwa 13–15 dni. Samica rzadko i nie na długo opuszcza gniazdo, sama wysiaduje jaja. Pisklęta zaraz po wykluciu ważą niewiele ponad 1 gram. Otwierają oczy po czterech dniach. Rodzice karmią je ok. 3,5 razy na godzinę. Jedzą głównie mole i motyle. Po 14–16 dniach opuszczają gniazdo. Obie płci mogą się rozmnażać po dwóch latach.
Starzyki z rodziny kacykowatych, z rodzaju Molothrus, mogą być pasożytami lęgowymi w gnieździe żarków. Pisklę starzyka wykluwa się wcześniej i wyrzuca młode oraz jaja gospodarzy, stając się jedynym odchowanym osobnikiem w lęgu.

## Status
IUCN, która stosuje ujęcie systematyczne według listy ptaków świata opracowywanej przy współpracy BirdLife International z autorami HBW, uznaje żarka rubinowego za gatunek najmniejszej troski (LC, Least Concern). W 2017 roku organizacja Partners in Flight szacowała liczebność światowej populacji lęgowej na około 15 milionów osobników. BirdLife International uznaje trend liczebności populacji za wzrostowy, gdyż wylesianie powoduje powstanie nowych, dogodnych dla tego gatunku siedlisk.